# U 751 (1941)
El U 751 fue un submarino de la kriegsmarine alemana del Tipo VIIC

## Historial
El U 751 fue construido en 1939 y entró en servicio el 31 de enero de 1941, al mando del Kptlt. Gerhard Bigalk, su primer y único comandante.
El 14 de junio de 1941, el U 751 realizó su primera patrulla —entre Kiel y Saint-Nazaire— y hundió al petrolero británico St. Lindsay antes de volver a St. Nazaire. En la segunda y tercera patrullas no hundió barcos, pero en su cuarta patrulla, el 21 de diciembre, hundió al portaaviones de escolta HMS Audacity. El 2 de febrero de 1942 atacó y hundió al buque holandés Corilla y 2 días después hundió al británico Silveray. El 7 de febrero, el U 751 hundió al Empire Sun y, el 19 de mayo, hundió a los buques estadounidenses Nicarao e Isabela. En su corta vida operativa llegó a hundir seis barcos que hacían un montante total de 32.412 toneladas de arqueo.
El 17 de julio de 1942, el U 751 fue atacado y hundido por un bombardero Lancaster armado con cargas de profundidad al noroeste de Cabo Ortegal, en Galicia (España). Murieron sus 48 tripulantes.

## Lista de hundimientos
| Fecha                   | Buque              | Nacionalidad   | Tonelaje | Destino |
| ----------------------- | ------------------ | -------------- | -------- | ------- |
| 14 de junio de 1941     | St. Lindsay        | Reino Unido    | 5370     | Hundido |
| 21 de diciembre de 1941 | HMS Audacity (D10) | Reino Unido    | 11 000   | Hundido |
| 2 de febrero de 1942    | Corilla            | Países Bajos   | 8096     | Dañado  |
| 4 de febrero de 1942    | Silveray           | Reino Unido    | 4535     | Hundido |
| 7 de febrero de 1942    | Empire Sun         | Reino Unido    | 6952     | Hundido |
| 16 de mayo de 1942      | Nicarao            | Estados Unidos | 1445     | Hundido |
| 19 de mayo de 1942      | Isabela            | Estados Unidos | 3110     | Hundido |